# Sudanese Women's Union
Sudanese Women's Union  eller SWU, är en kvinnoförening i Sudan, grundad 1952.
Den var det postkoloniala Afrikas största kvinnoorganisation. SWU grundades som en panafrikansk förening för kvinnor. Den verkade för flickors rätt till utbildning under brittiska kolonialtiden, och gick efter självständigheten vidare för att verka för kvinnors jämlikhet i den nya nationen. SWU förbjöds 1989, men återuppstod 2018. 